# Microsoft HealthVault
Microsoft HealthVault（マイクロソフト ヘルスヴォルト）はマイクロソフトの健康・身体情報を保持・管理するプラットフォームである。

## 概要
2007年10月に始まり、www.healthvault.com からアクセスでき、一般ユーザー向け と ヘルスケアの専門家向けの入り口がそれぞれ用意されている。
Vaultには「貴重品保管室」や「金庫」などの意味がある。
なお現在はサービスを終了している。

## コンポーネント
Live Search Health (HealthVaultの検索コンポーネント) は健康に関連した情報に特化した検索サービスである。
HealthVault record は個人の健康情報を保存する。
HealthVaultのアカウントを通じて記録にアクセスすることができる。権限が与えられている場合に限り、自分以外の複数の特定者の記録にもアクセスすることができる。
これにより、例えば母親が子供の記録を管理したり、息子が父親の記録にアクセスし、健康問題の手助けをしたりすることもできる。
ログインするためにはWindows Live IDか限定条件付きのOpenIDが必要である。

## 権限
ユーザーは、HealthVault siteまたはHealthVaultプラットフォームにつながるアプリケーション(後者の方がより一般的である)を通じてHealthVault recordにアクセスすることができる。HealthVaultアプリケーションの初回起動時、アプリケーションがどのデータにアクセスできるようにするか決めることができ、それらのデータはアプリケーションから使える唯一のデータになる。データの一部、もしくは全部を他の特定の者、例えば医師・配偶者・親などと共有することもできる。

## 機器
HealthVault Connection Centerにより、（脈拍計や血圧計などの）医療機器から個人のHealthVault recordに健康データを転送することが可能になる。医療機器を転送可能状態にするドライバも提供されている。

## 拡張性
HealthVault は Continuity of Care Document や Continuity of Care Recordといった業界標準を含む多くの変換フォーマットをサポートしている。それにより、多くの診療録を統合することが可能である。